# Подгорный (Волгоградская область)
Подгорный — хутор в Серафимовичском районе Волгоградской области России. Входит в состав Трясиновского сельского поселения.

## Название
Ранее известен как Подгорновский (Список населённых мест Российской империи по сведениям 1859—1873 годов).

## География
На хуторе имеются одна улица: Продольная и переулок: Луговой.

## История
К 1873 году Подгорновский административно входил в Усть-Медведицкий округ в области Войска Донского Российской империи.
К 1915 году — хутор Подгорный, при ур. Ясенниках Кепинской станицы Усть-Медведицкого округа.
При советской власти и до 2005 года входил в Трясиновский сельсовет.
После его реорганизации, с 24 декабря 2004 года, входит в Трясиновское сельское поселение.

## Население
| 2010 |
| ---- |
| 33   |

### Национальный и гендерный состав
Согласно результатам переписи 2002 года, в национальной структуре населения русские составляли 94 % от общей численности в 37 чел., из них 17 мужчин, 20 женщин.
По сведениям 1859—1873 годов — 19 мужчин, 22 женщины; к 1915 году — по 224 мужчин и женщины.

### Историческая численность населения
По сведениям 1859—1873 годов — 41 человек,1915 года — 448

## Инфраструктура
Личное подсобное хозяйство с зоной сельскохозяйственного использования, индивидуальная застройка усадебного типа. По сведениям 1859—1873 годов — 10 домов, к 1915 году — 40.

## Транспорт
Хутор доступен автотранспортом по просёлочной подъездной дороге с федеральной трассы Р-207.